# Alianza Electoral Unidad Nacional
La Alianza Electoral Unidad Nacional (conocida como Unidad Nacional) fue una coalición electoral peruana de orientación liberal-conservadora, activa entre los años 2001 y 2010.
Estuvo conformada principalmente por el Partido Popular Cristiano (PPC), Solidaridad Nacional y Renovación Nacional, entre otras agrupaciones menores. Su figura más representativa fue Lourdes Flores Nano, quien encabezó las candidaturas presidenciales de la alianza en las elecciones generales de 2001 y 2006.
La alianza surgió en el contexto de reordenamiento político posterior a la caída del régimen de Alberto Fujimori, con el objetivo de consolidar una alternativa democrática desde la centro-derecha. Unidad Nacional logró posicionarse como una fuerza relevante en el Congreso de la República y en gobiernos locales, especialmente en Lima Metropolitana, donde obtuvo importantes resultados electorales.
Tras una década de actividad, la coalición se disolvió progresivamente debido a diferencias internas y a la reconfiguración de sus partidos integrantes, que optaron por nuevas estrategias electorales en los comicios de 2011.

## Partidos integrantes
Los principales partidos políticos que conformaron esta alianza fueron las siguientes:
| Partido | Partido                               | Símbolo | Líder                 | Procesos electorales                                                                         |
| ------- | ------------------------------------- | ------- | --------------------- | -------------------------------------------------------------------------------------------- |
|         | Partido Popular Cristiano (2001-2011) |         | Lourdes Flores Nano   | Elecciones generales de 2001 y 2006 Elecciones regionales y municipales de 2002, 2006 y 2010 |
|         | Solidaridad Nacional (2001-2011)      |         | Luis Castañeda Lossio | Elecciones generales de 2001 y 2006 Elecciones regionales y municipales de 2002, 2006 y 2010 |
|         | Renovación Nacional (2001-2006)       |         | Rafael Rey Rey        | Elecciones generales de 2001 y 2006 Elecciones regionales y municipales de 2002              |

Otras agrupaciones que integraron la alianza fueron las siguientes:
| Partido | Partido                                             | Símbolo | Líder                | Procesos electorales                                                     |
| ------- | --------------------------------------------------- | ------- | -------------------- | ------------------------------------------------------------------------ |
|         | Coordinadora Democrática (CODE) (2001-2005)         |         | José Barba Caballero | Elecciones generales de 2001 Elecciones regionales y municipales de 2002 |
|         | Coordinadora Nacional de Independientes (2002-2004) |         | Drago Kisic Wagner   | Elecciones regionales y municipales de 2002                              |

## Antecedentes
Tras las elecciones generales de 2000, marcadas por denuncias de fraude y una controvertida reelección de Alberto Fujimori, el panorama político peruano quedó profundamente fracturado. La posterior renuncia del mandatario en noviembre de ese mismo año, en medio de una crisis institucional sin precedentes, dio paso a un gobierno de transición encabezado por Valentín Paniagua. Este nuevo escenario abrió espacio para la reorganización de las fuerzas partidarias, especialmente en los sectores del centro y la derecha, que buscaban reposicionarse tras el colapso del sistema de partidos y de la cooptación institucional.
El Partido Popular Cristiano, de larga trayectoria histórica, había perdido su inscripción electoral al no alcanzar el 4% de los votos válidos en las elecciones generales de 1995, según lo exigido por la legislación vigente. Esta situación le impidió participar como organización en los comicios del año 2000, lo que llevó a Perú Posible y Somos Perú a extenderle invitaciones institucionales para integrar sus listas parlamentarias. Bajo el liderazgo de Lourdes Flores Nano, excongresista de oposición al régimen fujimorista durante los años noventa, y de Ántero Flores-Aráoz, el PPC logró reinscribirse a tiempo para competir en las elecciones generales de 2001.
Solidaridad Nacional, agrupación liderada por Luis Castañeda Lossio, participó en las elecciones de 2000 con resultados marginales. Aunque inicialmente fue considerado un contendiente competitivo, fue objeto de ataques sistemáticos por parte de la prensa sensacionalista vinculada al régimen, los llamados “diarios chicha”, y careció de una estructura organizativa consolidada que le permitiera proyectarse a nivel nacional. Por otro lado, el ala más conservadora de la derecha, representada por José Barba Caballero y Rafael Rey Rey, articuló sus agrupaciones —Renovación Nacional y Coordinadora Democrática— en la alianza Unión de Centro Democrático, con la que respaldaron la candidatura presidencial de Federico Salas a través del movimiento Avancemos. Tras obtener resultados electorales cercanos al 2%, Salas fue designado brevemente como ministro de Estado durante el tercer mandato de Fujimori, en un intento fallido de apertura del régimen en medio de la crisis.

## Participación electoral

### Elecciones generales del 2001
Para las elecciones generales, la Alianza presentó a la fundadora Lourdes Flores Nano para la Presidencia del Perú, militante del Partido Popular Cristiano. Flores Nano había ocupado el cargo de Congresista de la República durante el periodo 1990-2000.
| Candidatos          | Candidatos         | Candidatos           |
| Presidencia         | 1º Vicepresidencia | 2º Vicepresidencia   |
| ------------------- | ------------------ | -------------------- |
| Lourdes Flores Nano | Drago Kisic Wagner | José Risco Montalván |

Luego del autogolpe de Alberto Fujimori fue miembro de la Comisión Permanente del Congreso Constituyente Democrático. Posteriormente fue reelegida para el periodo 1995-2000.
En las elecciones, logró el tercer lugar en las preferencias, por debajo del aprista Alan García Pérez. Obtuvo un 24% para las presidenciales sin pasar a la segunda vuelta. No apoyó ni a Alejandro Toledo ni a Alan García.
Unidad Nacional se consolidó como la segunda fuerza de oposición del Congreso de la República (después del Partido Aprista Peruano) logrando 17 escaños de 120. Para terminar el periodo 2001-2006, quedaron 12 Congresistas.
Unidad Nacional tuvo destacada participación al ser Ántero Flores Aráoz el único miembro de la oposición en llegar a ser Presidente del Congreso, perdiendo así Perú Posible por un año la Presidencia del Legislativo.
| Región       | Nombre                   | Número de Votos | Partido Politico          |
| ------------ | ------------------------ | --------------- | ------------------------- |
| Arequipa     | Rafael Valencia-Dongo    | 18,917          | Independiente             |
| Ayacucho     | Héctor Chávez            | 8,297           | Independiente             |
| Cajamarca    | Rosa Florián Cedrón      | 24,263          | Partido Popular Cristiano |
| Huancavelica | Emma Vargas de Benavides | 7,617           | Partido Popular Cristiano |
| Huánuco      | Kuennen Franceza         | 23,347          | Independiente             |
| Junín        | Hildebrando Tapia        | 18,341          | Renovación Nacional       |
| La Libertad  | César Acuña              | 38,287          | Solidaridad Nacional      |
| Lambayeque   | Rafael Aita Campodónico  | 20,648          | Solidaridad Nacional      |
| Lima         | Ántero Flores-Aráoz      | 126,489         | Partido Popular Cristiano |
| Lima         | Rafael Rey               | 52,961          | Renovación Nacional       |
| Lima         | Xavier Barrón Cebreros   | 48,312          | Partido Popular Cristiano |
| Lima         | José Luna Gálvez         | 44,398          | Solidaridad Nacional      |
| Lima         | José Risco Montalván     | 43,184          | Independiente             |
| Lima         | José Barba Caballero     | 29,915          | Cambio Radical            |
| Piura        | Fabiola Morales Castillo | 13,030          | Solidaridad Nacional      |
| San Martín   | Arturo Maldonado         | 8,744           | Independiente             |
| Tacna        | Tito Chocano Olivera     | 16,650          | Partido Popular Cristiano |

### Elecciones municipales del 2002
En el 2002, el Candidato de Unidad Nacional y principal dirigente de Solidaridad Nacional, Luis Castañeda Lossio ganó las elecciones municipales de ese año y fue elegido alcalde de Lima Metropolitana.
Alcaldes Provinciales electos por Unidad Nacional
| Región      | Provincia                 | Alcalde                      |
| ----------- | ------------------------- | ---------------------------- |
| Amazonas    | Condorcanqui              | Merino Trigoso Pinedo        |
| Amazonas    | Luya                      | Horacio Baella Servan        |
| Ancash      | Carlos Fermín Fitzcarrald | Carlos Fitzcarrald Bravo     |
| Arequipa    | Caravelí                  | Julio Carcamo Neyra          |
| Ayacucho    | Vilcashuamán              | Juan Castro Mendoza          |
| Cajamarca   | Santa Cruz                | Cruz Diaz Mego               |
| Junín       | Concepción                | Maximo Chipana Hurtado       |
| Junín       | Satipo                    | Victoria Quevedo de Arellano |
| La Libertad | Bolívar                   | Alejandro Echeverria Valle   |
| Lima        | Huarochirí                | Rosa Vasquez Cuadrado        |
| Lima        | Lima                      | Luis Castañeda Lossio        |
| San Martín  | Bellavista                | Salvador Campos Rodrigo      |
| San Martín  | El Dorado                 | Augusty Mera Alvarado        |

Derrotó a Alberto Andrade, quien postulaba para un tercer período. Su candidatura fue apoyada por todos los dirigentes de la alianza.

### Elecciones generales del 2006
En el 2005, los tres partidos decidieron que van juntos a las elecciones generales del 2006, nuevamente bajo la candidatura de Lourdes Flores, quien quedó tercera por un escaso margen.
| Candidatos          | Candidatos         | Candidatos          |
| Presidencia         | 1º Vicepresidencia | 2º Vicepresidencia  |
| ------------------- | ------------------ | ------------------- |
| Lourdes Flores Nano | Arturo Woodman     | Luis Enrique Carpio |

Luego del proceso electoral, la Alianza presentó signos de desunión entre sus miembros.  Finalmente el 17 de mayo, Rafael Rey anunció el retiro del partido que lideraba (Renovación Nacional). Su retiro podría deberse a problemas personales con Luis Castañeda Lossio de Solidaridad Nacional.
El 5 de febrero de 2006, Unidad Nacional presentó a sus candidatos al Congreso de la República. Los congresistas para el periodo 2006-2011 electos por Unidad Nacional son:
| Región      | Nombre                   | Número de Votos | Partido Politico          |
| ----------- | ------------------------ | --------------- | ------------------------- |
| Áncash      | José Mallqui Beas        | 16,994          | Independiente             |
| Arequipa    | Juan Carlos Eguren       | 26,266          | Partido Popular Cristiano |
| Cajamarca   | Rosa Florián Cedrón      | 12,072          | Partido Popular Cristiano |
| Callao      | Martín Pérez Monteverde  | 28,859          | Independiente             |
| Ica         | Rafael Yamashiro         | 28,204          | Partido Popular Cristiano |
| Junín       | Elsa Canchaya¹           | 20,775          | Partido Popular Cristiano |
| Junín       | Hildebrando Tapia²       | NA              | Renovación Nacional       |
| La Libertad | Michael Urtecho Medina   | 26,712          | Renovación Nacional       |
| Lambayeque  | Franco Carpio Guerrero   | 16,140          | Partido Popular Cristiano |
| Lima        | Gabriela Pérez del Solar | 131,118         | Independiente             |
| Lima        | Walter Menchola          | 96,552          | Solidaridad Nacional      |
| Lima        | Güido Lombardi           | 66,575          | Independiente             |
| Lima        | Javier Bedoya de Vivanco | 59,521          | Partido Popular Cristiano |
| Lima        | Lourdes Alcorta          | 47,679          | Partido Popular Cristiano |
| Lima        | Luis Galarreta           | 42,123          | Renovación Nacional       |
| Lima        | Raúl Castro Stagnaro     | 27,979          | Partido Popular Cristiano |
| Lima        | José Luna Gálvez3        | 27,392          | Solidaridad Nacional      |
| Piura       | Fabiola Morales Castillo | 13,597          | Solidaridad Nacional      |

- ¹Suspendida
- ²Reemplazó a Elsa Canchaya en junio de 2007.
- ³Inhabilitado

Unidad Nacional presidió las Comisiones de Justicia y Derechos Humanos (Raúl Castro Stagnaro), Descentralización, Regionalización, Gobiernos Locales y Modernización de la Gestión del Estado (Juan Carlos Eguren), Economía, Banca, Finanzas e Inteligencia Financiera (Martín Pérez Monteverde) y Ética Parlamentaria (Luis Galarreta) para el periodo 2006-2007. Así mismo, la segunda vicepresidencia de la Mesa Directiva (Fabiola Morales), participando en una lista multipartidaria.
En mayo del 2007, los miembros de Renovación abandonaron la bancada, salvo Luis Galarreta, quien decidió quedarse en Unidad Nacional, renunciando a su partido.

### Elecciones municipales del 2006
Para la Alcaldía de Lima, Luis Castañeda Lossio se presentó a la reelección, superando a todos sus candidatos por casi el doble de los votos. En el caso de Lima, Unidad Nacional ganó 27 de 42 alcaldías, a diferencia del proceso de 2002 (13 de 42), manteniendo las ganadas anteriormente:
Fuera de Lima, Unidad Nacional ganó muy pocas alcaldías distritales y solo 2 provinciales. Pese a que no ganó ninguna presidencia regional, Rómulo Triveño de Ica, ganó con el auspicio de la alianza.
Alcaldes provinciales electos por Unidad Nacional
| Región       | Provincia      | Alcalde               |
| ------------ | -------------- | --------------------- |
| Amazonas     | Luya           | Horacio Baella Servan |
| Huancavelica | Castrovirreyna | Mario Lopez Saldaña   |
| Huánuco      | Marañón        | Guido Viera Quino     |
| Lima         | Lima           | Luis Castañeda Lossio |

## Resultados electorales

### Elecciones presidenciales
|  | 24.30 % |

|  | 23.81 % |

### Elecciones Parlamentarias
|  | 13.8 % |

|  | 15.3 % |

### Elecciones al Parlamento Andino
| Año  | Votos     | %                | Escaños | Posición | Notas |
| ---- | --------- | ---------------- | ------- | -------- | ----- |
| 2006 | 1 812 385 | \| \| 21.24 % \| | 1/5     | 3.º      |       |
|      | 21.24 %   |                  |         |          |       |

### Elecciones municipales y regionales
| Año  | Gobiernos Regionales | Alcaldías Provinciales | Alcaldías Distritales |
| Año  | Representantes       | Representantes         | Representantes        |
| ---- | -------------------- | ---------------------- | --------------------- |
| 2002 | 0/25                 | 13/196                 | 134/1874              |
| 2006 | 0/25                 | 4/196                  | 60/1874               |
| 2010 | 0/25                 |                        |                       |